# ジュラシック・パーク (エリア)
- ユニバーサル・パークス&リゾーツ > ジュラシック・パーク (エリア)
  - ユニバーサル・オーランド・リゾート > アイランズ・オブ・アドベンチャー > ジュラシック・パーク (エリア)
  - ユニバーサル・スタジオ・ジャパン > ジュラシック・パーク (エリア)

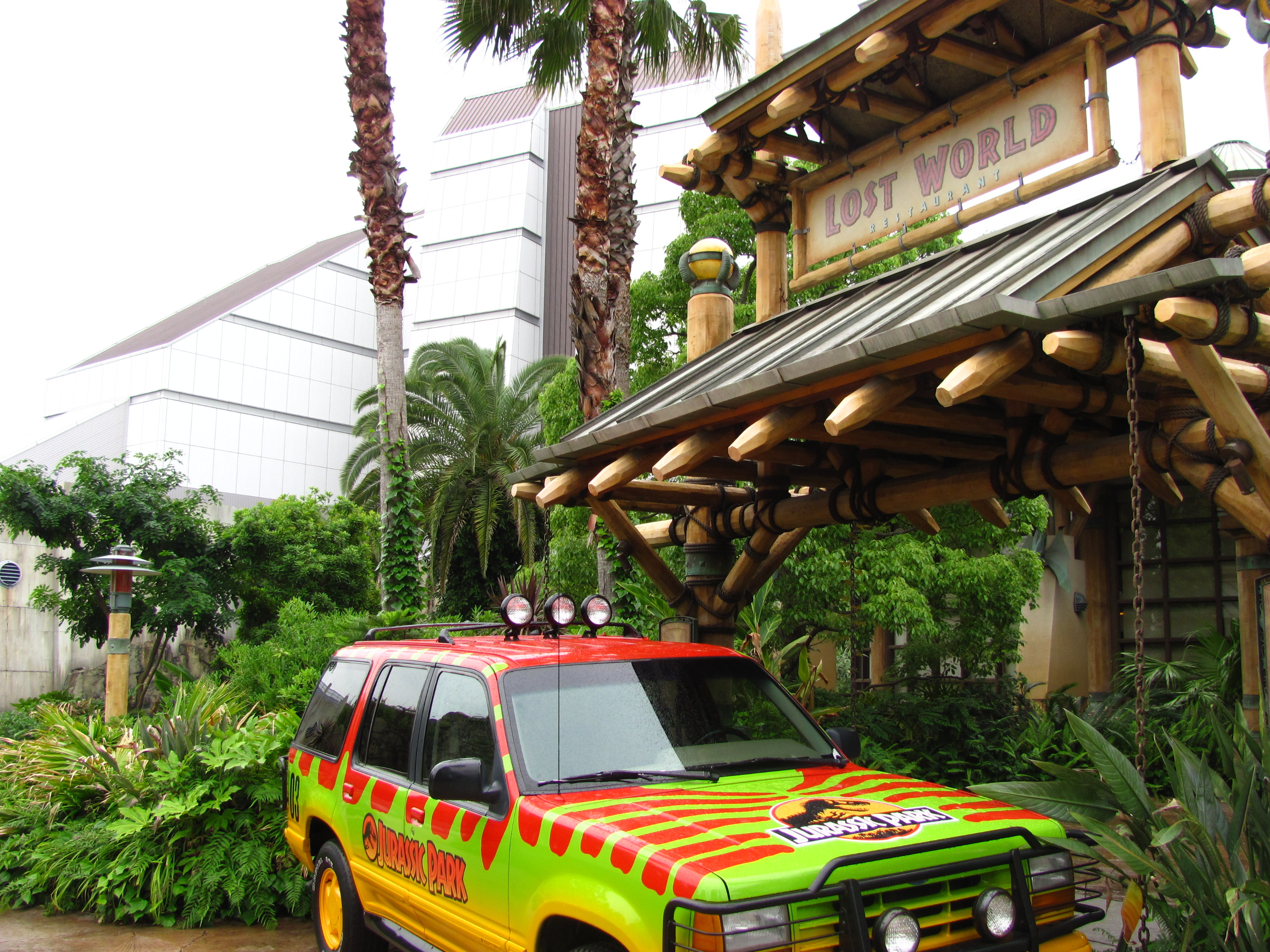
ジュラシック・パークの風景

ジュラシック・パーク（Jurassic Park）とは、世界のユニバーサル・スタジオ・テーマパークにあるエリアの一つである。

## 存在するパーク
- アイランズ・オブ・アドベンチャー（ユニバーサル・オーランド・リゾート）
- ユニバーサル・スタジオ・ジャパン

## 概要
映画「ジュラシック・パーク」の世界に浸れる亜熱帯の樹木が生い茂るエリア。現代に蘇った恐竜が棲息するジャングルを再現している。

## 施設

### アイランズ・オブ・アドベンチャー
アトラクション
- Camp Jurassic（キャンプ・ジュラシック）
- Jurassic Park Discovery Center（ジュラシック・パーク・ディスカバリー・センター）
- Jurassic Park River Adventure（ジュラシック・パーク・リバー・アドベンチャー）
- Pteranodon Flyers（プテラノドン・フライヤーズ）
- Jurassic World VelociCoaster（ジュラシック・ワールド・ヴェロキコースター）

### ユニバーサル・スタジオ・ジャパン
アトラクション
- ザ・フライング・ダイナソー
- ジュラシック・パーク・ザ・ライド

レストラン
- フォッシル・フュエルズ
- ロストワールド・レストラン

ショップ
- ジュラシック・アウトフィッターズ
- フライング・ダイナソー・フォト
- ジュラシック・パーク・ザ・ライド・フォト

エンターテイメント
- マイ・フレンド・ダイナソー[2]

#### 終了したエンターテインメント
- ダイナソー・ウォーク
- アメージング・ダイナソー